# مارک یورچوک
مارک یورچوک (انگلیسی: Marc Jurczyk؛ زادهٔ ۲۱ ژانویهٔ ۱۹۹۶) دوچرخه‌سوار اهل آلمان است.